# Spot (四肢ロボット)
Spot（スポット）はボストン・ダイナミクスが製造・販売している四肢ロボット、四足歩行ロボット。自動化されたセンシング機能を備えており、周囲を観察・偵察しデータを収集して動きまわることができる。
2020年6月16日に一般向け販売開始（発売時の価格74,500ドル）。
機動性がある機敏な移動ロボットであり、日々の検査業務やデータ収集などを安全・正確かつ高頻度で自動化できる。
タブレットのアプリや内蔵ステレオカメラを使って人が遠隔でロボットを制御することも可能。プログラムによって自律的に任務（ミッション）を行うこともでき、一貫したデータを収集できる。
14kgまでの道具を搭載することが可能。

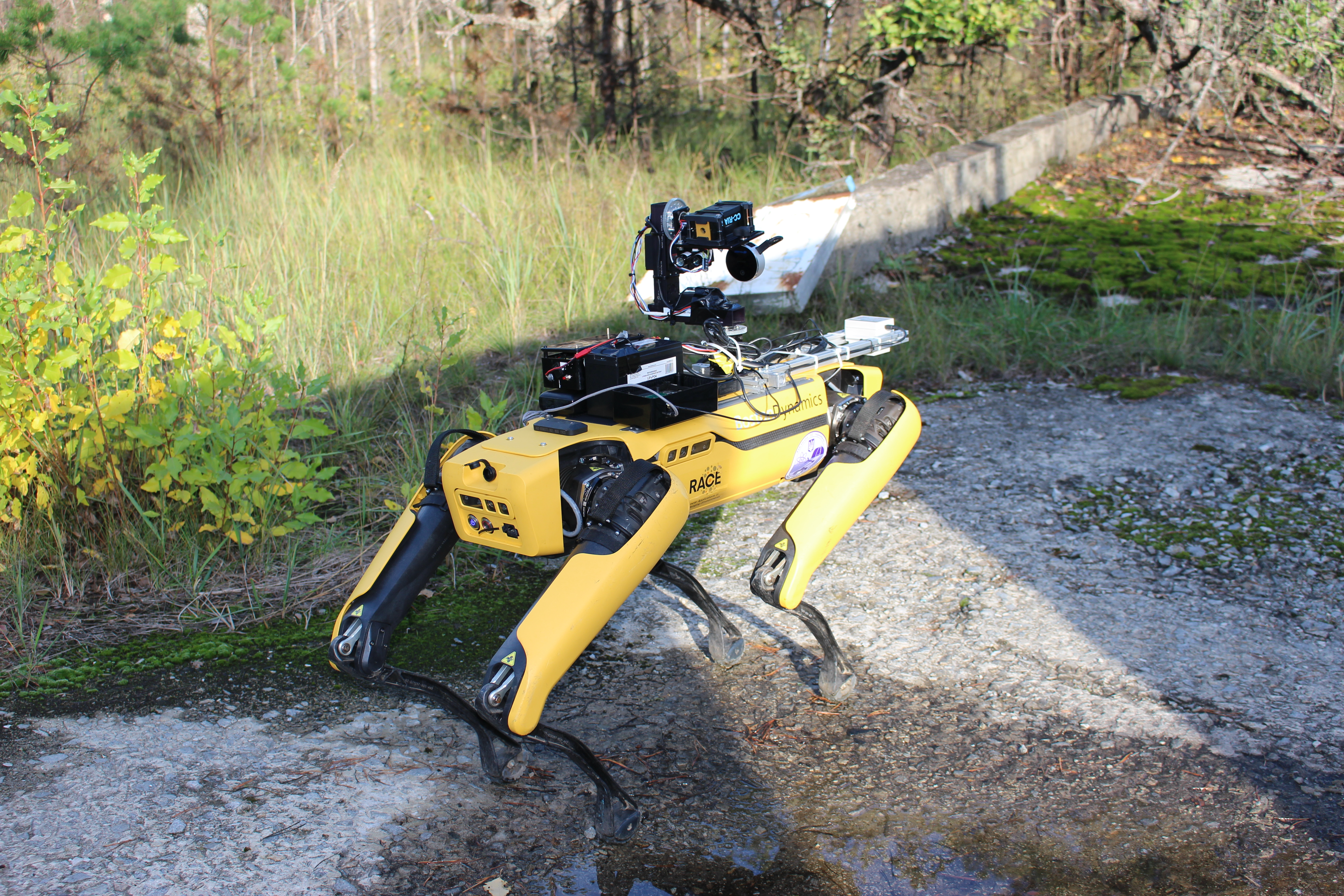
Spotの背中に放射線測定装置を搭載した例（チェルノブイリ原子力発電所の立ち入り禁止区域にて）

サイズは基本外寸が1110mm x 500mm x 840 mm。
2021年時点で搭載されているバッテリは605Whタイプで普通の運用なら90分ほどの連続動作が可能。フル充電時間は一回あたり180分ほど。
ステレオカメラは胴体の前部あたり、動物で言えば胸のあたりに備えている。
Spot Autowalkというソフトウェアあるいは機能を備える。Autowalkにより任務を記憶し順路上の指定された各場所で行動を起こすことが可能で、ボタンを押すだけであらかじめ記憶した任務や動作を実行可能。
発売後のユーザからのフィードバックをもとにソフトウェアのバージョンアップによる機能強化も行われており、2021年9月にはSpot 3.0がリリースされた。ソフトウェアであり、ユーザはこれをインストールすることでAutowalkの機能が強化される。
オプション品のアーム型装置を胴体上部につければバルブ類をつかんで回したりすることも可能で、自律的にドアノブをつかみドアを開けて室内に入り自分でドアを閉めることも可能なところをアピールする動画も公開されている。
日本では2020年に鹿島建設が正式導入し、トンネル工事現場などで有用性を確認している。

## 種類（モデル）
Spot Explorer
Spotを試しに使ってみたい開発者のためのモデル。
箱から出せばすぐに使いはじめることができる。柔軟なAPIとペイロード・インターフェースのおかげでさまざまな応用ができる。
- 再充電可能なバッテリ[1]
- 自律的任務[1]
- 2.4GHz Wifi[1]

注文後6-8週間で出荷。
Spot Enterprise
自動充電機能を備え、人がほとんどかかわらなくても長期間の監視やデータ収集ができるモデル。Wifiが強化されており、充電ドックにおいてイーサネット接続となり、ミッション中に収集したデータをすばやく外部に移すことができる。
- 自動充電装置（充電ドック）[1]
- 拡張された自律的任務[1]
- デュアルバンドのWifi[1]